# Isola Principe di Galles (promontori marini)
Elenco dei promontori marini lungo la costa dell'isola Principe di Galles (Arcipelago Alessandro - Alaska sud-orientale).

## Lato sullo stretto di Clarence
Lo Stretto di Clarence (Clarence Strait) 55°59′20″N 132°36′57″W è lungo 202 chilometri e largo mediamente da 5 a 10 chilometri. Lo stretto divide l'isola "Principe di Galles" da alcune isole: Zarembo Island (Zarembo Island), Etolin Island (Etolin Island), Revillagigedo Island (Revillagigedo Island), più altre minori e dalla penisola di Cleveland (Cleveland Peninsula). 

### Canale di Kashevarof
Il Canale di Kashevarof (Kashevarof Passage) 56°07′36″N 132°59′19″W è parallelo alla parte settentrionale dello stretto di Clarence (Clarence Strait) e si collega a nord con lo stretto di Sumner (Sumner Strait); divide inoltre l'isola "Principe di Galles" dallo stretto di Clarence e dalle seguenti isole: Rookery Islands, Tide Island e le isole di Kashevarof (Kashevarof Islands). In questo canale sono presenti i seguenti promontori:
- Promontorio di Colpoys (Point Colpoys) 55°20′07″N 133°11′52″W - Il promontorio, con una elevazione di 5 metri, separa lo stretto di Sumner (Sumner Strait) dal canale di Kashevarof; sul promontorio è presente un faro.
- Promontorio di Bay (Bay Point) 56°19′36″N 133°10′30″W - Il promontorio ha una elevazione di 7 metri.
- Promontorio di Barnes (Point Barnes) 56°03′36″N 132°55′49″W - Il promontorio, che si trova sull'isola di Stevenson (Stevenson Island), separa il canale di Whale (Whale Passage) dalla baia Lake (Lake Bay).

### Stretto di Clarence
Lungo lo stretto di Clarence (a sud del canale di Kashevarof) sono presenti i seguenti promontori:
- Promontorio di Luck (Luck Point) 55°58′59″N 132°44′14″W - Il promontorio, ha una elevazione di 10 metri, e si trova sul lato sud-est della baia di Coffman (Coffman Cove).
- Promontorio di Ratz (Ratz Point) 55°54′31″N 132°37′02″W - Il promontorio si trova a nord della baia di Ratz (Ratz Harbor).
- Promontorio di Narrow (Narrow Point) 55°47′17″N 132°28′35″W - L'elevazione del promontorio è di 8 metri e si trova di fronte all'entrata del canale di Ernest (Ernest Sound).
- Promontorio di Thorne (Thorne Head) 55°41′32″N 132°27′55″W - L'elevazione del promontorio è di 91 metri e si trova all'entrata dell'omonima baia.
- Promontorio di Tolstoi (Tolstoi Point) 55°40′07″N 132°23′27″W - L'elevazione del promontorio è di 36 metri e si trova all'entrata dell'omonima baia.
- Promontorio di Sawmill (Sawmill Point) 55°32′13″N 132°17′26″W - Il promontorio si trova all'interno della baia di Lyman (Lyman Anchorage).
- Promontorio di Lyman (Lyman Point) 55°32′21″N 132°16′22″W - L'elevazione del promontorio è di 8 metri e si trova all'entrata dell'omonima baia.
- Promontorio di Grindall (Grindall Point) 55°27′22″N 132°09′30″W - L'elevazione del promontorio è di 36 metri e si trova alla fine (estremo sud) della penisola di Kasaan (Kasaan Peninsula) di fronte all'isola di Grindall (Grindall Island).
- Promontorio di Sunny Hat (Sunny Hat Point) e Promontorio di Adams (Adams Point) 55°33′02″N 132°26′18″W - Questi due promontori si trovano sul lato meridionale della penisola di Kasaan (Kasaan Peninsula) e delimitano la baia di Poor Man (Poor Man Bay) nei pressi dell'abitato di Kasaan. L'elevazione del promontorio Adams è di 53 metri.
- Promontorio di Mound (Mound Point) 55°34′37″N 132°34′12″W - Il promontorio si trova al centro della baia di Karta (Karta Bay).
- Promontorio di Sandy (Sandy Point) 55°33′11″N 132°31′28″W - Il promontorio divide la baia di Karta (Karta Bay) dalla baia di Kasaan (Kasaan Bay).
- Promontorio di Pellett (Pellett Point) 55°30′25″N 132°34′56″W - Il promontorio si trova all'entrata ovest del fiordo di Twelvemile (Twelvemile Arm).
- Promontorio di Kajusgidnas (Kajusgidnas Point) 55°29′56″N 132°35′12″W - Il promontorio si trova nel fiordo di Twelvemile (Twelvemile Arm).
- Promontorio di Outer (Outer Point) 55°30′54″N 132°31′15″W - Il promontorio si trova all'entrata est del fiordo di Twelvemile (Twelvemile Arm) e ha una elevazione di 28 metri.
- Promontorio di Baker (Baker Point) 55°30′48″N 132°24′45″W - Il promontorio si trova al centro (lato sud) della baia di Kasaan (Kasaan Bay) e ha una elevazione di 22 metri.
- Promontorio di Kasaan (Kasaan Point) 55°26′39″N 132°16′58″W - Il promontorio divide la baia di Kasaan (Kasaan Bay) dal fiordo di Skowl (Skowl Arm) e ha una elevazione di 27 metri.
- Promontorio di Khayyam (Khayyam Point) 55°24′35″N 132°20′54″W - Il promontorio divide l'insenatura di McKenzie (McKenzie Inlet) dal fiordo di Skowl (Skowl Arm) e ha una elevazione di 52 metri.
- Promontorio di Giants (Giants Head) 55°24′40″N 132°18′30″W - Il promontorio si trova sul lato meridionale del fiordo di Skowl (Skowl Arm) e ha una elevazione di 50 metri.
- Promontorio di Skowl (Skowl Point) 55°25′32″N 132°16′00″W - Il promontorio si trova all'entrata meridionale del fiordo di Skowl (Skowl Arm) e si trova sull'isola di Skowl (Skowl Island).
- Promontorio di Island (Island Point) 55°22′08″N 132°10′08″W - Il promontorio ha una elevazione di 57 metri.
- Promontorio di Doctor (Doctor Point) 55°19′10″N 132°08′50″W - Il promontorio ha una elevazione di 8 metri.
- Promontorio di Clover (Clover Point) 55°18′35″N 132°07′46″W - Il promontorio si trova all'entrata nord della baia omonima ed ha una elevazione di 12 metri.
- Promontorio di Anderson (Anderson Point) 55°17′52″N 132°07′46″W - Il promontorio si trova all'entrata sud della baia di Clover (Clover Bay) ed ha una elevazione di 2,13 metri.
- Promontorio di Sunny (Sunny Point) 55°14′57″N 132°13′58″W - Il promontorio si trova all'entrata della baia di Sunny (Sunny Cove) ed ha una elevazione di 22,8 metri.
- Promontorio di Chasina (Chasina Point) 55°16′42″N 132°01′26″W - Il promontorio si trova all'entrata est dello stretto di Cholmondeley (Cholmondeley Sound).
- Promontorio di Windy (Windy Point) 55°13′01″N 131°58′59″W - Il promontorio ha una elevazione di 3 metri.
- Promontorio di Scraggy (Scraggy Point) 55°07′39″N 132°02′01″W - Il promontorio è all'entrata nord della baia di Johnson (Johnson Port).
- Promontorio di Moss (Moss Point) 55°07′08″N 132°02′49″W - Il promontorio si trova sul lato meridionale della baia di Johnson (Johnson Port).
- Promontorio di Inner (Inner Point) 55°07′25″N 132°00′45″W - Il promontorio si trova all'entrata meridionale della baia di Johnson (Johnson Port).
- Promontorio di Adams (Adams Point) 55°06′45″N 131°59′42″W - Il promontorio ha una elevazione di 6 metri.
- Promontorio di Halliday (Point Halliday) 55°04′58″N 132°04′23″W - Il promontorio si trova all'entrata nord del canale North (North Arm) ed ha una elevazione di 22,8 metri.
- Promontorio di Cannery (Cannery Point) 55°06′38″N 132°08′19″W - Il promontorio si trova all'interno del canale North (North Arm) ed ha una elevazione di 12 metri.
- Promontorio di Jansen (Point Jansen) 55°06′16″N 132°06′47″W - Il promontorio si trova all'interno del canale North (North Arm).
- Promontorio di Crowell (Crowell Point) 55°04′44″N 132°05′13″W - Il promontorio si trova all'entrata sud del canale North (North Arm).
- Promontorio di Black (Black Point) 55°02′28″N 132°05′12″W - Il promontorio si trova all'entrata nord dello stretto di Moira (Moira Sound) ed ha una elevazione di 12 metri.
- Promontorio di Rip (Rip Point) 55°02′11″N 131°58′51″W - Il promontorio, che ha una elevazione di 3 metri, si trova all'entrata sud dello stretto di Moira (Moira Sound) e separa lo stesso dalla baia di Chichagof (Chichagof Bay).
- Promontorio di Ingraham (Ingraham Point) 54°59′08″N 131°59′04″W - Il promontorio si trova all'entrata nord della baia di Ingraham (Ingraham Bay).
- Promontorio di Scott (Scott Point) 54°57′26″N 131°58′04″W - Il promontorio si trova tra la baia di Ingraham (Ingraham Bay) e la baia di Hidden (Hidden Bay).
- Promontorio di Island (Island Point) 54°48′05″N 131°57′18″W - Il promontorio si trova all'entrata nord del canale di Mc Lean (Mc Lean Arm).
- Promontorio di McLean (McLean Point) 54°47′29″N 131°57′31″W - Il promontorio, che ha una elevazione di 4 metri, si trova tra l'entrata sud del canale di Mc Lean (Mc Lean Arm) e la baia di Mallard (Mallard Bay).

## Lato sul canale di Dixon
Il canale di Dixon (Dixon Entrance) 54°43′00″N 131°31′17″W divide l'isola "Principe di Galles" dall'isola Queen Charlotte Islands (Haida Gwaii). Nel canale (sul lato dell'isola "Principe di Galles") sono presenti i seguenti promontori: 
- Promontorio di Chacon (Cape Chacon) 54°41′32″N 132°00′52″W - Il promontorio, che ha una elevazione di 3 metri, divide lo stretto di Clarence (Clarence Strait) dal Dixon Entrance|canale di Dixon (Dixon Entrance).
- Promontorio di Nunez (Nunez Point) 54°41′01″N 132°05′41″W - Il promontorio si trova sull'isola di Bean (Bean island) all'entrata della baia di Nichols (Nichls Bay).
- Promontorio di Surf (Surf Point) 54°41′42″N 132°09′38″W - Il promontorio ha una elevazione di 206 metri.
- Promontorio di Marsh (Point Marsh) 54°43′05″N 132°18′58″W - Il promontorio ha una elevazione di 22 metri e si trova all'entrata della baia di Minnie (Minnie Bay).

## Lato sul Pacifico
Il lato sul Pacifico dell'isola "Principe di Galles" è molto frastagliato e comprende moltissimi promontori.

### Baia di Cordova
La baia di Cordova (Cordova Bay) 54°51′03″N 132°33′59″W si collega a nord con l'insenatura di Hetta (Hetta Inlet) mentre a sud si connette direttamente al canale di Dixon (Dixon Entrance); inoltre divide l'isola "Principe di Galles" dall'isola Long Island (Long Island) e comprende i seguenti promontori:
- Promontorio di Mexico (Mexico Point) 54°45′27″N 132°22′09″W - Il promontorio ha una elevazione di 13 metri e si trova nel gruppo delle isole di Barrier (Barrier Islands).
- Promontorio di Whirlpool (Whirlpool Point) 54°46′53″N 132°18′24″W - Il promontorio ha una elevazione di 33 metri e si trova all'entrata dell'insenatura di Hessa (Hessa Inlet).
- Promontorio di Leading (Leading Point) 54°48′31″N 132°22′06″W - Il promontorio ha una elevazione di 6 metri e si trova di fronte al gruppo delle isole di Barrier (Barrier Islands).
- Promontorio di Grave (Grave Point) 54°53′41″N 132°22′23″W - Il promontorio ha una elevazione di 7 metri e si trova nei pressi della baia di Klinkwan (Klinkwan Cove).
- Promontorio di Shipwreck (Shipwreck Point) 54°54′00″N 132°29′23″W - Il promontorio ha una elevazione di 33 metri e si trova a sud del canale Ship Island (Ship Island Passage).
- Promontorio di Kassa (Kassa Point) 54°55′19″N 132°31′31″W - Il promontorio ha una elevazione di 19 metri e si trova a nord del canale Ship Island (Ship Island Passage).
- Promontorio di Webster (Point Webster) 54°58′08″N 132°36′38″W - Il promontorio ha una elevazione di 11 metri e si trova nella parte settentrionale della baia di Cordova (Cordova Bay).

### Insenatura di Hetta
L'insenatura di Hetta (Hetta Inlet) 55°07′26″N 132°38′36″W, un fiordo lungo 32 chilometri, collega la baia di Cordova (Cordova Bay) con lo stretto di Sukkwan e contiene alcuno promontori tra cui:
- Promontorio di Keete (Keete Point) 55°02′56″N 132°33′14″W - Il promontorio si trova all'entrata meridionale dell'insenatura di Keete (Keete Inlet).
- Promontorio di Nutkwa (Nutkwa Point) 55°04′17″N 132°33′52″W - Il promontorio, che ha una elevazione di 4 metri, si trova all'entrata est dell'insenatura di Nutkwa (Nutkwa Inlet).
- Promontorio di Lime (Lime Point) 55°03′17″N 132°37′41″W - Il promontorio, che ha una elevazione di 43 metri, divide l'insenatura di Hetta (Hetta Inlet) dall'insenatura di Nutkwa (Nutkwa Inlet).
- Promontorio di Hetta (Hetta Point) 55°10′23″N 132°35′25″W - Il promontorio, che ha una elevazione di 125 metri, si trova all'interno dell'insenatura di Hetta (Hetta Inlet) e all'entrata della baia di Hetta (Hetta Cove).
- Promontorio di Simmons (Simmons Point) 55°12′18″N 132°37′25″W - Il promontorio, che ha una elevazione di 53 metri, si trova all'interno dell'insenatura di Hetta (Hetta Inlet) e all'entrata della baia di Copper (Copper Harbor).
- Promontorio di Corbin (Corbin Point) 55°14′06″N 132°39′10″W - Il promontorio, che ha una elevazione di 57 metri, si trova all'interno dell'insenatura di Hetta (Hetta Inlet) in prossimità dell'isola di Jumbo (Jumbo Island).

### Stretto di Sukkwan
Lo stretto di Sukkwan (Sukkwan Strait) 55°09′37″N 132°45′26″W, lungo 13 chilometri e largo mediamente 1 chilometro, collega l'insenatura di Hetta (Hetta Inlet) con lo stretto di Tlevak (Tlevak Strait) e divide l'isola "Principe di Galles" dall'isola di Sukkwan (Sukkwan Island). Alla fine del canale (zona nord) si trova l'abitato di Hydaburg. All'imboccatura sud dello stretto si trova l'isola di Blanket (Blanket Island). Nello stretto sono presenti i seguenti promontori:
- Promontorio di Eek (Eek Point) 55°08′27″N 132°39′55″W - Il promontorio si trova all'entrata meridionale dello stretto di Sukkwan (Sukkwan Strait).
- Promontorio di Saltery (Saltery Point) 55°11′03″N 132°47′44″W - Il promontorio si trova all'entrata settentrionale dello stretto di Sukkwan (Sukkwan Strait).

### Stretto di Tlevak
Lo Stretto di Tlevak (Tlevak Strait) 55°06′14″N 132°59′35″W, nella parte più settentrionale, divide l'isola "Principe di Galles" dall'isola di Dall (Dall Island) e collega lo stretto di Sukkwan (Sukkwan Strait) con il canale di Ulloa (Ulloa Channel). Lo stretto, lungo la costa dell'isola "Principe di Galles", presenta il seguente promontorio:
- Promontorio di Natalia (Natalia Point) 55°13′59″N 133°02′25″W - Il promontorio si trova di fronte all'Isola di Dall (Dall Island) ed ha una elevazione di 2 metri.

### Canale di Ulloa
Il canale di Ulloa (Ulloa Channel) 55°18′47″N 133°16′20″W divide l'isola "Principe di Galles" dall'isola di Suemez (Suemez Island). Collega il canale di Meares (Meares Passage) con la baia di Bucareli (Bucareli Bay) e contiene i seguenti promontori:
- Promontorio di Flores (Cape Flores) 55°21′13″N 133°17′21″W - Il promontorio si trova sull'isola di Joe (Joe Island) all'entrata nord del canale di Ulloa (Ulloa Channel).
- Promontorio di Providence (Point Providence) 55°21′38″N 133°15′42″W - Il promontorio si trova all'entrata nord della baia di Estrella (Estrella Port) ed ha una elevazione di 89 metri.

### Baia di Bucareli
La baia di Bucareli (Bucareli Bay) 55°22′12″N 133°24′14″W, ampia 40 chilometri, collega il canale di Ulloa (Ulloa Channel) con la baia di San Alberto (San Alberto Bay) più a nord. Inoltre divide l'isola "Principe di Galles" dall'isola di San Juan Bautista (San Juan Bautista) posta al centro della baia. Nella baia sono presenti i seguenti promontori:
- Promontorio di Batan (Point Batan) 55°22′51″N 133°11′07″W - Il promontorio si trova all'entrata nord della baia di Caldera (Caldera Port) ed ha una elevazione di 2 metri.
- Promontorio di Perlas (Perlas Point) 55°22′03″N 133°04′31″W - Il promontorio si trova all'interno della baia di Trocadero (Trocadero bay) ed ha una elevazione di 18 metri.
- Promontorio di Canoe (Canoe Point) 55°22′59″N 133°01′09″W - Il promontorio si trova all'interno della baia di Trocadero (Trocadero Bay) ed ha una elevazione di 52 metri.
- Promontorio di Miraballes (Point Miraballes) 55°25′44″N 133°04′50″W - Il promontorio si trova all'entrata sud della baia di Saint Nicholas (Port Saint Nicholas) ed ha una elevazione di 21 metri.
- Promontorio di Suspiro (Cape Suspiro) 55°27′35″N 133°08′17″W - Il promontorio si trova a sud dell'abitato di Craig ed ha una elevazione di 13 metri.

### Golfo di Esquibel
Il golfo di Esquibel (Gulf of Esquibel) 55°36′37″N 133°30′32″W, ampio 24 chilometri, collega il canale di San Christoval (San Christoval Channel) con la baia di Tonowek (Tonowek Bay). Il canale inoltre divide l'isola "Principe di Galles" dalle isole di Maurelle (Maurelle Islands). Nel golfo sono presenti i seguenti promontori:
- Promontorio di Blanquizal (Blanquizal Point) 55°37′15″N 133°23′28″W - Il promontorio si trova di fronte alle isole di Blanquizal (Blanquizal Islands).

### Canale di Tuxekan
Il canale di Tuxekan (Tuxekan Passage) 55°49′34″N 133°12′07″W collega la baia di Tonowek (Tonowek Bay) con il canale di El Capitan (El Capitan Passage). La baia inoltre divide l'isola "Principe di Galles" dall'isola di Tuxekan (Tuxekan Island). Nel canale sono presenti i seguenti promontori:
- Promontorio di Guktu (Guktu Point) 55°45′01″N 133°17′09″W - Il promontorio si trova all'entrata della baia di Kaguk (Kaguk Cove).
- Promontorio di Ahtun (Ahtun Point) 55°47′10″N 133°13′15″W - Il promontorio ha una elevazione di 47 metri.
- Promontorio di Kussan (Kussan Point) 55°50′27″N 133°09′55″W - Il promontorio ha una elevazione di 7 metri.
- Promontorio di Kaigao (Kaigao Point) 55°53′15″N 133°10′15″W - Il promontorio è all'interno della baia di Naukati (Naukati Bay).
- Promontorio di Kaishi (Kaishi Point) 55°51′47″N 133°11′50″W - Il promontorio, che ha una elevazione di 28 metri, si trova all'entrata sud degli stretti di Tuxekan (Tuxekan Narrows).
- Promontorio di Tahka (Tahka Point) 55°52′04″N 133°12′52″W - Il promontorio, che ha una elevazione di 38 metri, si trova all'interno degli stretti di Tuxekan (Tuxekan Narrows).
- Promontorio di Istku (Istku Point) 55°51′47″N 133°11′50″W - Il promontorio, che ha una elevazione di 47 metri, si trova all'entrata nord degli stretti di Tuxekan (Tuxekan Narrows).

### Canale di El Capitan
Il canale di El Capitan (El Capitan Passage) 55°56′02″N 133°19′05″W collega il canale di Tuxekan (Tuxekan Passage) con la baia di Shakan (Shakan Bay). La baia inoltre divide l'isola "Principe di Galles" da alcune isole: isola di El Capitan (El Capitan Island), isola di Orr (Orr Island), isola di Spanberg (Spanberg Island) e l'isola di Kosciusko (Kosciusko Island). Il canale è lungo circa 35 chilometri. Nel canale sono presenti i seguenti promontori:
- Promontorio di Kinani (Kinani Point) 55°53′25″N 133°14′50″W - Il promontorio, che ha una elevazione di 12 metri, si trova di fronte all'isola di Tuxekan (Tuxekan Island).
- Promontorio di Dargun (Dargun Point) 55°54′45″N 133°15′30″W - Il promontorio, che ha una elevazione di 15 metri, si trova di fronte all'estremità meridionale dell'isola di El Capitan (El Capitan Island).
- Promontorio di Sarkar (Sarkar Point) 55°57′18″N 133°16′38″W - Il promontorio, che ha una elevazione di 35 metri, si trova di fronte all'estremità settentrionale dell'isola di El Capitan (El Capitan Island).

## Lato settentrionale (Stretto di Sumner)
Lo Stretto di Sumner (Sumner Strait) 56°23′36″N 133°30′36″W divide a nord l'isola "Principe di Galles" dalle isole di Kuiu (Kuiu Island) e di Kupreanof ((Kupreanof Island). Nello stretto, da ovest a est, sono presenti i seguenti promontori:
- Promontorio di Baker (Point Baker) 56°21′29″N 133°37′27″W - Il promontorio, che ha una elevazione di 8 metri, è il punto più settentrionale dell'isola "Principe di Galles".
- Promontorio di Pine (Point Pine) 56°20′06″N 133°16′13″W - Il promontorio si trova all'entrata occidentale della baia della California (California Bay).